# Mycena flavescens
Mycena flavescens é uma espécie de cogumelo da família Mycenaceae. O espécime tipo foi encontrado em Mnichovice.